# Luis Guadalupe
Pour les articles homonymes, voir Guadalupe.
Luis Alberto Guadalupe Rivadeneyra, né à Chincha Alta au Pérou le 3 avril 1976, est un footballeur péruvien qui jouait au poste de défenseur central.

## Biographie

### Carrière en club
Surnommé Cuto Guadalupe, il joue durant dix saisons à l'Universitario de Deportes. Il y fait ses débuts professionnels le 4 mars 1995 comme attaquant et joue dans cette position pendant deux ans, avant d'être replacé en défense centrale, position qu'il conservera définitivement. Il remporte trois championnats du Pérou avec l'Universitario en 1998, 1999 et 2000 pour un total de 250 matchs disputés toutes compétitions confondues (10 buts marqués).
Il compte trois expériences à l'étranger : au CA Independiente (Argentine) en 1999, suivi du KV Malines (Belgique) entre 2000 et 2002 et enfin au PAE Veria (Grèce) en 2007.
Il remporte un quatrième championnat du Pérou en 2011 au sein du Juan Aurich en tant que capitaine de l'équipe. Il raccroche les crampons en 2015 en jouant pour Los Caimanes en 2e division.
Au cours de sa carrière, il dispute six éditions de la Copa Libertadores entre 1996 et 2013 (37 matchs en tout pour un but inscrit).

### Carrière en équipe nationale
International péruvien, Luis Guadalupe reçoit 16 sélections entre 1996 et 2005. 
Il participe à la Copa América 1999 au Paraguay. Lors de cette compétition, il ne joue qu'une seule rencontre, contre le pays organisateur. Il dispute également les éliminatoires du mondial 1998 (deux matchs) et celles du mondial 2006 (cinq matchs).

## Palmarès
| Universitario de Deportes - Championnat du Pérou (3) : - Champion : 1998, 1999 et 2000. |  | Juan Aurich - Championnat du Pérou (1) : - Champion : 2011. |